# Schwedische Division 1 (Eishockey) 1946/47
Die Saison 1946/47 war die dritte Spielzeit der Division 1 als höchster schwedischen Eishockeyspielklasse. Meister wurde Hammarby IF. Karlbergs BK, Åkers IF, Forshaga IF und IFK Mariefred  stiegen in die zweite Liga ab.

## Modus
In der Hauptrunde wurde die Liga in zwei Gruppen (Nord und Süd) eingeteilt. Jede der sechs Mannschaften pro Gruppe absolvierte insgesamt zehn Spiele. Die beiden Gruppensieger trafen im Meisterschaftsfinale aufeinander. Die beiden Letztplatzierten jeder Gruppe stiegen direkt in die zweite Liga ab. Für einen Sieg erhielt jede Mannschaft zwei Punkte, bei einem Unentschieden gab es einen Punkt und bei einer Niederlage null Punkte.

## Hauptrunde

### Gruppe Nord
|    | Klub                 | Sp | S | U | N | T  | GT | Punkte |
| -- | -------------------- | -- | - | - | - | -- | -- | ------ |
| 1. | Södertälje SK        | 10 | 8 | 0 | 2 | 68 | 20 | 16     |
| 2. | AIK Solna            | 10 | 7 | 0 | 3 | 73 | 33 | 14     |
| 3. | UoIF Matteuspojkarna | 10 | 7 | 0 | 3 | 49 | 30 | 14     |
| 4. | Mora IK              | 10 | 6 | 0 | 4 | 47 | 52 | 12     |
| 5. | Karlbergs BK         | 10 | 1 | 0 | 9 | 19 | 55 | 2      |
| 6. | Åkers IF             | 10 | 1 | 0 | 9 | 22 | 88 | 2      |

Sp = Spiele, S = Siege, U = Unentschieden, N = Niederlagen

### Gruppe Süd
|    | Klub          | Sp | S | U | N | T  | GT | Punkte |
| -- | ------------- | -- | - | - | - | -- | -- | ------ |
| 1. | Hammarby IF   | 10 | 7 | 3 | 0 | 61 | 16 | 17     |
| 2. | Västerås SK   | 10 | 7 | 1 | 2 | 49 | 40 | 15     |
| 3. | Nacka SK      | 10 | 6 | 0 | 4 | 47 | 34 | 12     |
| 4. | IK Göta       | 10 | 5 | 1 | 4 | 44 | 38 | 11     |
| 5. | Forshaga IF   | 10 | 1 | 1 | 8 | 36 | 66 | 3      |
| 6. | IFK Mariefred | 10 | 1 | 0 | 9 | 23 | 66 | 2      |

Sp = Spiele, S = Siege, U = Unentschieden, N = Niederlagen

## Meisterschaftsfinale
- Hammarby IF – Södertälje SK 2:0 Siege (7:4, 4:2)